# Istenszülő bevezetése a templomba fatemplom (Gyulatő)
A gyulatői Istenszülő bevezetése a templomba fatemplom műemlékké nyilvánított épület Romániában, Arad megyében. A romániai műemlékek jegyzékében az  AR-II-m-A-00615 sorszámon szerepel.